# Hiéroglyphe égyptien C1

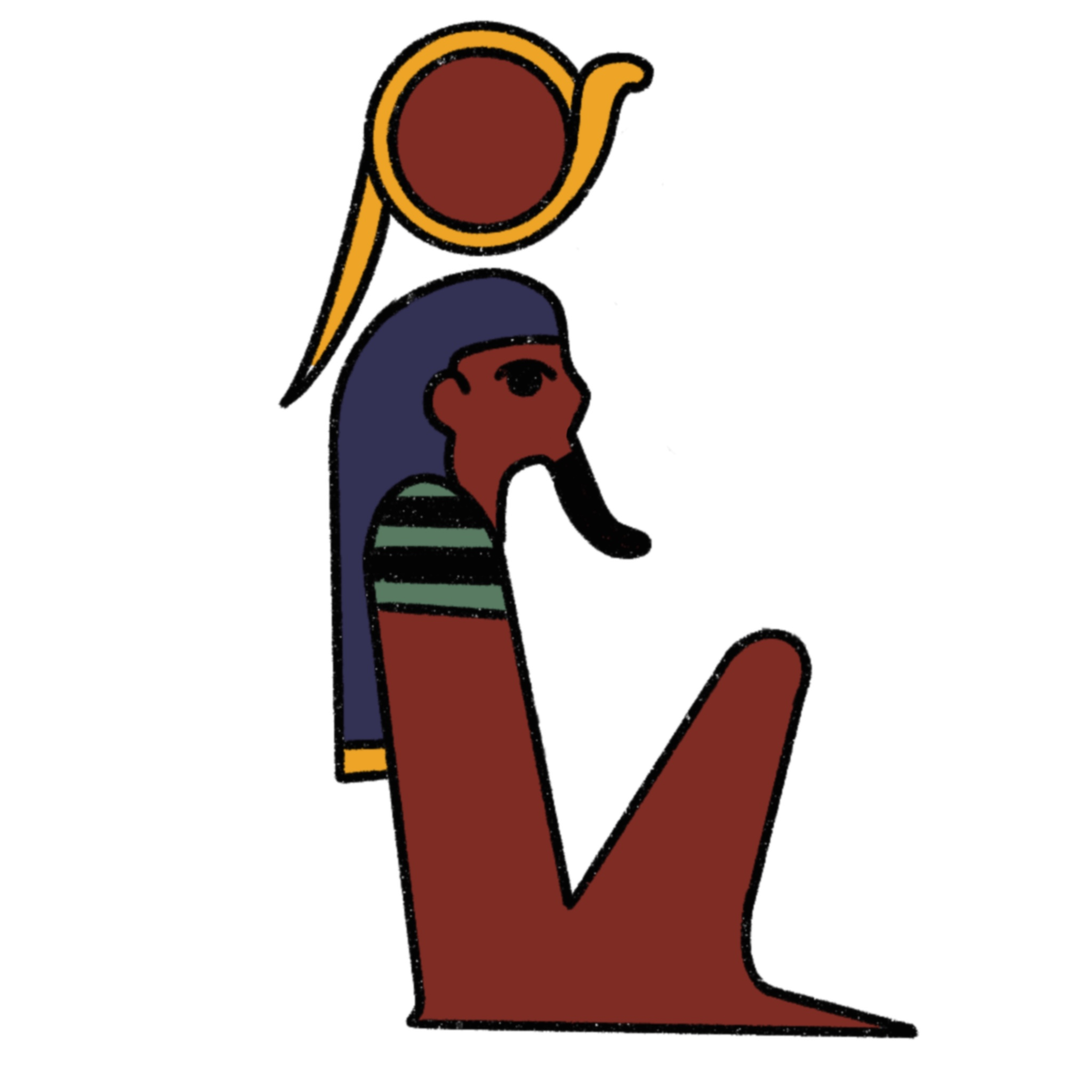
Version hiéroglyphique

Le hiéroglyphe égyptien C1 (Rê-Atoum assis) est classifié dans la section C « Divinités anthropomorphes » de la liste de Gardiner ; il y est noté C1.

## Représentation
Il représente le dieu Rê sous forme humaine Atoum assis, portant la barbe postiche et le disque solaire accompagné de l'uræus (hiéroglyphe N6) sur sa tête. Il est translittéré Rˁ.

## Utilisation
| r · a | C1 |

| r · a | C1 |